# Alexandre Chassaigne-Goyon
Pour les articles homonymes, voir Chassaigne et Goyon.
Alexandre Chassaigne-Goyon, né le 10 décembre 1814 à Thiers et mort le 5 février 1903 à Saint-Jean-d'Heurs, est un homme politique français.

## Biographie
Il fait des études classiques à Clermont-Ferrand puis étudie le droit à Paris et devient avocat en 1834. Il devient maire de Thiers en février 1848 puis conseiller général.
Élu député de Puy-de-Dôme l'année suivante, il siège dans les rangs conservateurs et appuie la politique de Louis-Napoléon Bonaparte. Il montre des réticences contre le Coup d'État de 1851 mais se rallie très vite à l'Empire. 
Il est par la suite préfet de la Marne de 1852 à 1864, puis revient au Conseil d'État, comme conseiller, jusqu'à sa retraite.
En 1870, il acquiert le château de La Gagère, sur la commune de Saint-Jean-d'Heurs, où il meurt en 1903.
Il est le père de Paul Chassaigne-Goyon.